# Fjärhanaskogen
Fjärhanaskogen är ett naturreservat i Torsby kommun i Värmlands län.
Området är naturskyddat sedan 2006 och är 24 hektar stort. Reservatet ligger på en höjd och består av gammal granskog.